# Giulio Cesare Gigli
Pour les articles homonymes, voir Gigli.
Giulio Cesare Gigli est un luthier romain, né en 1724 ou 1725 et mort en 1794.
Neveu du luthier romain Michael - ou Michele - Platner, il entre en apprentissage chez son oncle dès 1738 et lui succède en 1753, peu après le décès de celui-ci.
Il se base quelques fois sur le modèle Amati mais plus souvent sur celui de Tecchler (en). Bien qu’il travaille jusqu’à sa mort, ses [Instrument de musique|instruments] sont rares :
- ses violons[5] sont plutôt larges, avec des coins saillants et un reste d’influence Stainer pour ce qui concerne la voute[6], plus haute, plus prononcée que chez Tecchler (en)[7]; les ouïes sont minces[7] et la tête est concentrique et très proprement sculptée[6];
- ses violoncelles sont, eux, typiques du style romain[6] et particulièrement remarquables[8].

Selon les instruments et les observateurs, la couleur du vernis est jugée parfois bistre mais plus souvent jaunâtre, jaune ocré, jaune or, jaune vieil or,, d’un bel éclat jaune-rouge ou rouge. Les meilleurs de ses violons et violoncelles sont les rouges.
Bien qu’il ne compte pas au nombre des plus grands luthiers, il produit quelques-uns des meilleurs violons d’après Amati et est donc considéré comme un digne héritier de la tradition Tecchler (en) et Platner et, avec eux, un des maîtres de l´école romaine.
De ce luthier, la Cité de la musique (Paris) possède deux violoncelles datant, respectivement, de 1757 et 1774, et deux petits violons (« violinetto ») datant de 1762 ont été conservés, l'un au musée Kraus à Florence et l'autre au Musée Historique von Wilhelm Heyer à Cologne.